# الزاويت اسوفين (هيلالة)
الزاويت اسوفين هو دُوَّار يقع بجماعة الزاويت، إقليم الصويرة، جهة مراكش آسفي في المملكة المغربية. ينتمي الدوّار لمشيخة هيلالة التي تضم 3 دواوير. يقدر عدد سكانه بـ 1050 نسمة حسب الإحصاء الرسمي للسكان والسكنى لسنة 2004.

## روابط خارجية
- البوابة الوطنية للجماعات الترابية
- المندوبية السامية للتخطيط